# Egon Mayer (Jagdflieger)

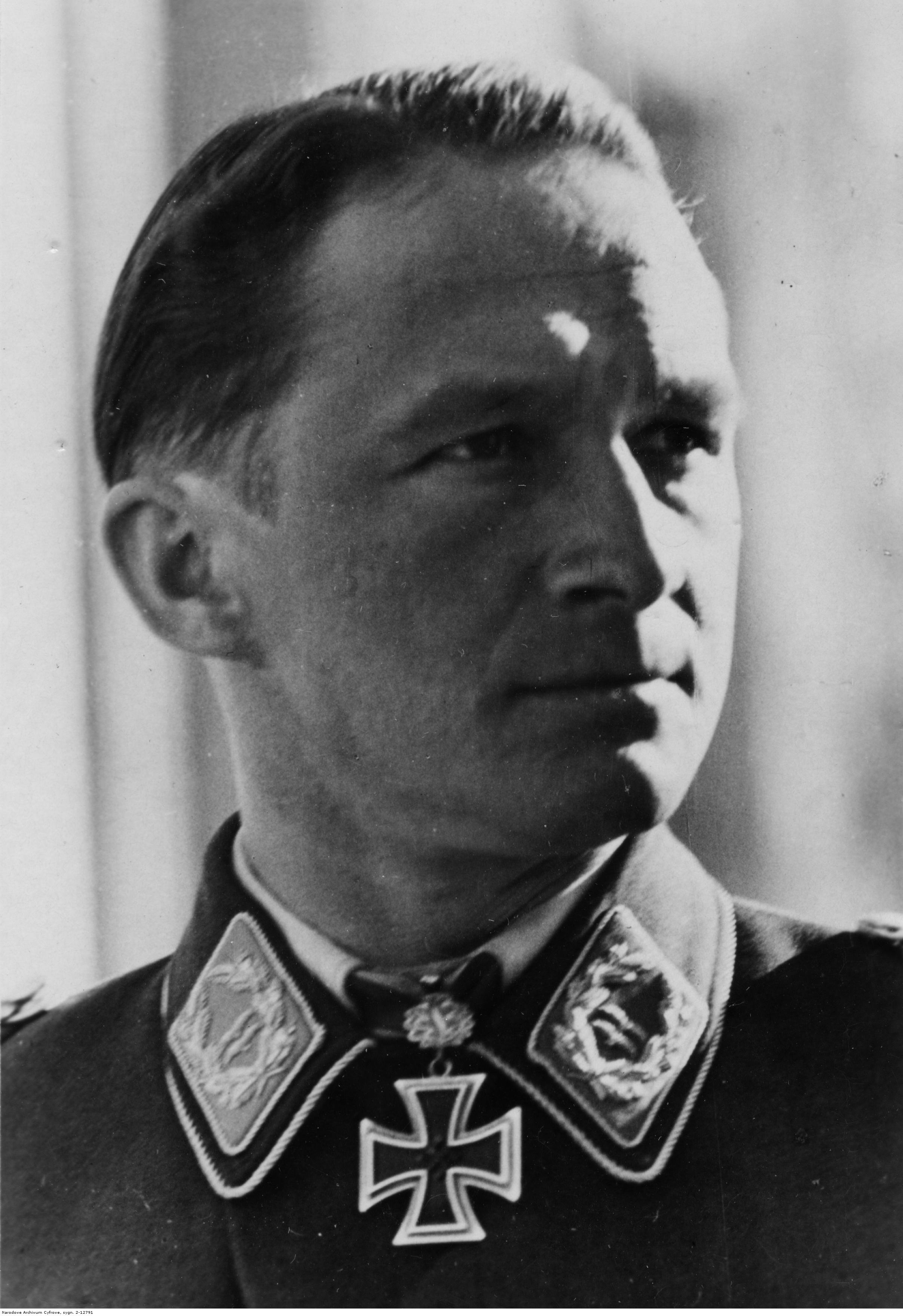
Egon Mayer mit Ritterkreuz und Eichenlaub

Egon Mayer (* 19. August 1917 in Konstanz; † 2. März 1944 südwestlich von Montmédy, Frankreich) war ein deutscher Luftwaffenoffizier, zuletzt Oberstleutnant und Kommodore des Jagdgeschwaders 2 „Richthofen“. Er zählt mit 102 bestätigten Luftsiegen zu den erfolgreichsten Jagdfliegern des Zweiten Weltkriegs und entwickelte eine neue Taktik zum Angriff auf amerikanische Bomber, die deren Abwehrbewaffnung weitgehend wirkungslos machte.

## Militärische Laufbahn
Im Jahr 1937 trat Egon Mayer der Luftwaffe bei und absolvierte eine Ausbildung zum Flugzeugführer. Im Dezember 1939 wurde er der 6. Staffel des Jagdgeschwaders 2 zugeteilt. Dort errang er im Westfeldzug am 13. Juni 1940 seinen ersten Luftsieg. Am 10. Juni 1941 wurde er in seinem Geschwader zum Staffelkapitän der 7. Staffel ernannt. Nach seinem 20. Luftsieg am 1. August 1941 erhielt er das Ritterkreuz des Eisernen Kreuzes. Im November 1942 stieg Mayer zum Gruppenkommandeur der III. Gruppe seines Jagdgeschwaders auf. Am 16. April 1943 erhielt er für seinen 63. Luftsieg das Eichenlaub zum Ritterkreuz. Am 1. Juli 1943 erfolgte seine Ernennung zum Kommodore des Geschwaders, womit er die Nachfolge von Walter Oesau antrat. In der weiteren Folge erhöhte Mayer seine Luftsiege auf 102, die er alle an der Westfront erzielte.
Unter seinen 102 Luftsiegen befanden sich u. a. 51 Supermarine Spitfires, 12 P-47 Thunderbolts, 26 viermotorige Bomber Boeing B-17 sowie Consolidated B-24, welche nach einer zusammen mit Georg-Peter Eder entwickelten Taktik mittels Frontalangriff auf die geschlossenen, in sogenannten Combat Boxes, anfliegenden Bomberformationen zum Absturz gebracht wurden. Gerade beim Frontalangriff auf B-17 Geschwader (bis zur Einführung der verbesserten Version B-17G mit ferngesteuertem Bug-Zwillingsgeschütz) befand sich das anfliegende Jagdflugzeug unterhalb des Schusswinkels des oberen Zwillingsturms und oberhalb des Winkels für das untere Kugelturmmaschinengewehr.
Der Frontalangriff wurde weitgehend zum Standardangriffsverfahren gegen geschlossene Bomberformationen, da auf diese Weise die eklatante Gefahr des Beschusses durch die effiziente Abwehrbewaffnung der Bomberformationen bei relativ langsamer Annäherung von hinten gemindert wurde. Mayer führte die Taktik zum ersten Mal am 23. November 1942 beim Luftkampf über der U-Boot-Basis St. Nazaire ein.

## Tod

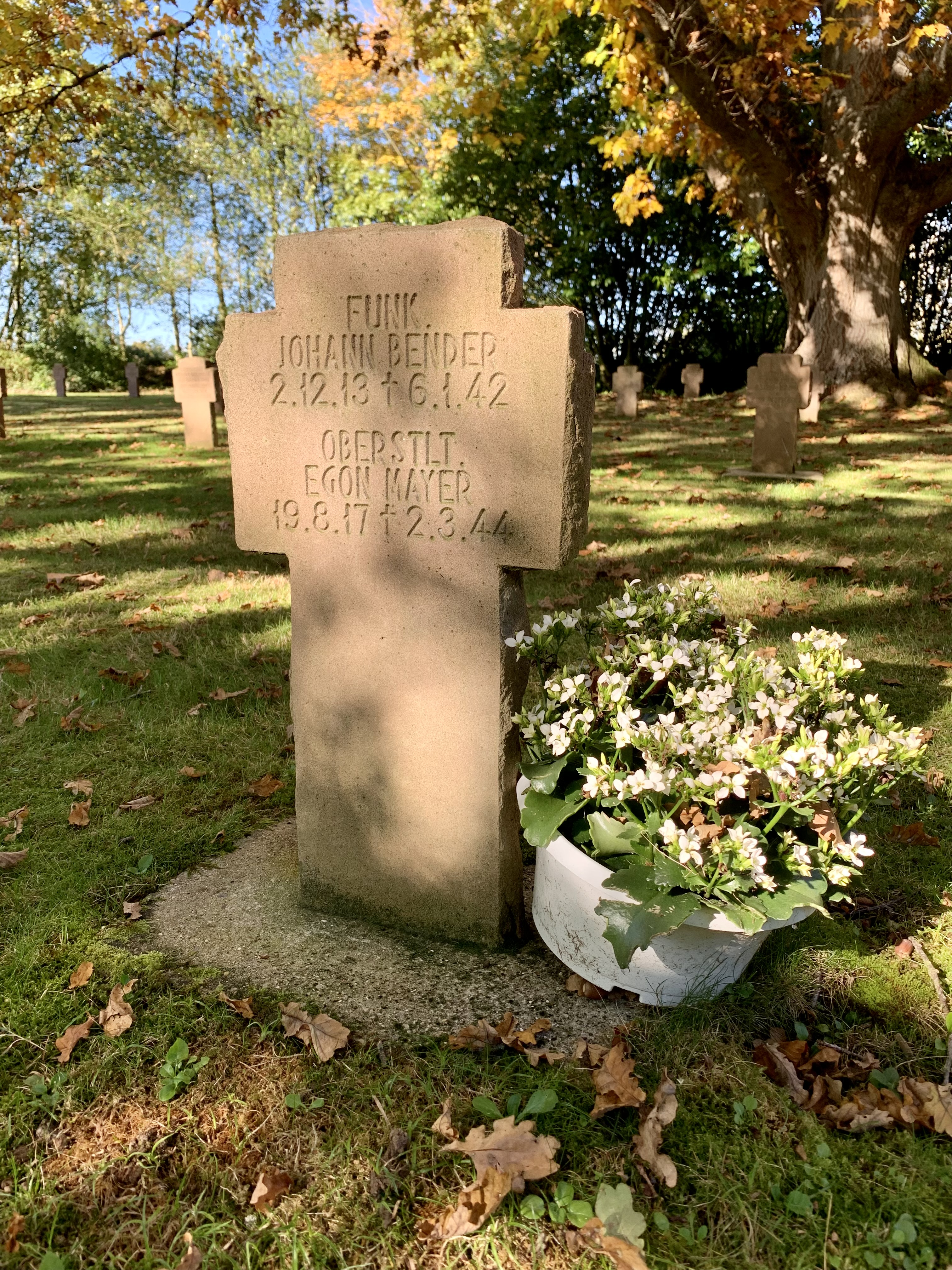
Grab in Saint-Désir-de-Lisieux.

Am 2. März 1944 wurde Mayer bei Montmédy in einen Luftkampf mit einer amerikanischen P47 verwickelt und abgeschossen; dabei kam er zu Tode. Begraben ist Mayer auf dem Friedhof von St. Desir-de-Lisieux. Posthum wurden ihm am 2. März 1944 die Schwerter zum Eichenlaub verliehen.

## Auszeichnungen
- Verwundetenabzeichen (1939) in Silber
- Frontflugspange für Tagjäger in Gold mit Anhängerzahl 300
- Flugzeugführer- und Beobachterabzeichen
- Eisernes Kreuz (1939) II. und I. Klasse
- Deutsches Kreuz in Gold am 16. Juli 1942[1]
- Ritterkreuz des Eisernen Kreuzes mit Eichenlaub und Schwertern[1]
  - Ritterkreuz am 1. August 1941
  - Eichenlaub am 16. April 1943 (232. Verleihung)
  - Schwerter am 2. März 1944 (51. Verleihung) (Posthum)